# Teresa Wilk (polityk)
Teresa Wilk z domu Pawłowska (ur. 29 października 1952 w Elblągu) – polska polityk, urzędniczka i działaczka społeczna, posłanka na Sejm X kadencji.

## Życiorys
Z wykształcenia technik administracji, uzyskała wykształcenie średnie policealne. Zawodowo związana z polityką społeczną. Pracowała jako ekspert w Wojewódzkim Zespole Pomocy Społecznej w Elblągu oraz w Urzędzie Miejskim w Elblągu, gdzie zajmowała się sprawami społecznymi. Następnie zatrudniona na stanowisku referenta w elbląskiej delegaturze Urzędu Morskiego w Gdyni. Przez pięć lat pełniła funkcję wiceprzewodniczącej Komitetu Ochrony Praw Dziecka.
Była działaczką Porozumienia Centrum. W 1989 została asystentką Jarosława Kaczyńskiego. W wyborach samorządowych w 1998 bezskutecznie ubiegała się o mandat radnej Elbląga z listy Akcji Wyborczej Solidarność. Dołączyła później do Prawa i Sprawiedliwości. W wyborach parlamentarnych w 2023 kandydowała do Sejmu z drugiego miejsca listy PiS w okręgu elbląskim; uzyskała mandat posłanki X kadencji, otrzymując 9280 głosów. Zasiadła w Komisji Gospodarki Morskiej i Żeglugi Śródlądowej oraz Komisji Polityki Społecznej i Rodziny.

## Życie prywatne
Córka Waleriana i Stanisławy. Była żoną polityka Jerzego Wilka, który zmarł w 2021.